# Zack Snyder

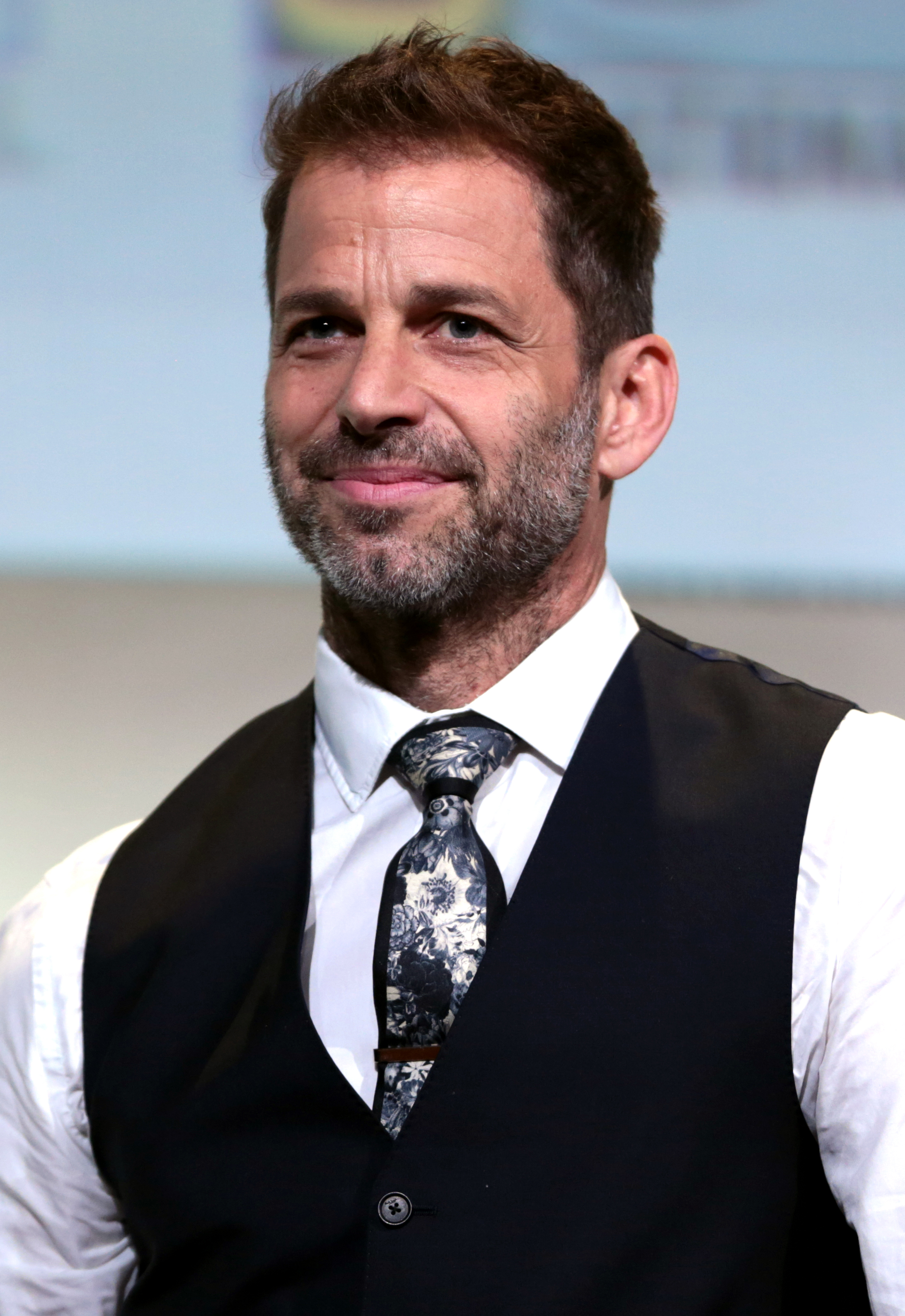
Zack Snyder (2016)

Zachary Edward „Zack“ Snyder (* 1. März 1966 in Green Bay, Wisconsin) ist ein US-amerikanischer Filmregisseur, Drehbuchautor und Filmproduzent.

## Karriere
Zack Snyder wurde in der amerikanischen Stadt Green Bay geboren. Er ging auf die Daycroft School in Connecticut, an der seine Eltern als Betreuer arbeiteten, um ihrem Sohn den Besuch der Schule zu ermöglichen. Nach seinem Schulabschluss studierte er in London an der Heatherley’s School of Fine Art Malerei, was später auch erheblichen Einfluss auf die Gestaltung seiner Filme hat. Nachdem er das Studium am Heatherlies beendet hatte, wechselte er an das Art Center College of Design in Pasadena, das er mit besonderer Auszeichnung abschloss.
Zack Snyder machte sich zunächst als Regisseur und Kameramann für Werbespots und Musikclips (u. a. für Shawn Colvin, Soul Asylum, Morrissey und Heather Nova) einen Namen. Darüber hinaus drehte er Porträts über berühmte Sportler, wie Michael Jordan und Martina Navrátilová.
Mit seinem Spielfilmdebüt, dem Remake des Zombieklassikers Dawn of the Dead von George A. Romero, gelang Snyder 2004 ein großer Erfolg. Sein zweiter Kinofilm, die Verfilmung von Frank Millers Comic 300, wurde ebenfalls weltweit ein großer Erfolg und spielte 400 Millionen US-Dollar ein. Snyder führte bei der Verfilmung von Alan Moores Comic Watchmen Regie. Danach übernahm er die Regie für den Animationsfilm Die Legende der Wächter. Im März 2011 erschien Snyders nächste Regiearbeit Sucker Punch, für die er auch das Drehbuch schrieb. Im Juni 2013 kam der Superman-Film Man of Steel, in dem Henry Cavill die Hauptrolle übernahm, in die Kinos.
2014 erschien die von Snyder geschriebene und produzierte 300-Fortsetzung 300: Rise of an Empire, welche die Seeschlacht bei Artemision aus den Perserkriegen behandelt,
2016 wurde der Film Batman v Superman: Dawn of Justice veröffentlicht, bei dem Snyder ebenfalls die Regie übernahm. An Wonder Woman (2017), einem weiteren Film aus dem DC Extended Universe, war er als Produzent beteiligt, außerdem wirkte er an der Story-Entwicklung mit.
Gemeinsam mit seiner Frau Deborah „Deb“ Snyder betreibt Zack Snyder die Produktionsfirma Cruel & Unusual Films in Burbank.
Snyder hat vier Kinder aus seiner ersten Ehe, zwei Kinder aus einer späteren Beziehung und zwei Kinder aus seiner Ehe mit Deb Snyder.
Im Mai 2017 erwähnte Snyder erstmals öffentlich den Suizid seiner 20-jährigen Tochter Autumn, den sie im März desselben Jahres begangen hatte. Der Regisseur verließ deshalb sein laufendes Filmprojekt Justice League und trat die Regie an dem Film an seinen Kollegen Joss Whedon ab. Mit Zack Snyder’s Justice League entwickelte er dann eine eigene, wesentlich längere Fassung des Films, die am 18. März 2021 veröffentlicht wurde.
Im Anschluss drehte Snyder mit Army of the Dead (2021) seinen zweiten Zombie-Film. Im Dezember 2023 wurde Rebel Moon – Teil 1: Kind des Feuers veröffentlicht. Rebel Moon – Teil 2: Die Narbenmacherin folgte 2024. Für beide Teile fertigte er einen Director’s Cut an, der jeweils im August 2024 erschien.

## Filmografie (Auswahl)
Als Regisseur
- 1990: Michael Jordan’s Playground
- 2000: Morrissey: ¡Oye Esteban!
- 2004: Dawn of the Dead
- 2006: 300
- 2009: Watchmen – Die Wächter (Watchmen)
- 2010: Die Legende der Wächter (Legend of the Guardians: The Owls of Ga’Hoole)
- 2011: Sucker Punch
- 2013: Man of Steel
- 2016: Batman v Superman: Dawn of Justice
- 2017: Justice League
- 2017: Snow Steam Iron (Kurzfilm)
- 2021: Zack Snyder’s Justice League
- 2021: Army of the Dead
- 2023: Rebel Moon – Teil 1: Kind des Feuers (Rebel Moon – Part One: A Child of Fire)
- 2024: Rebel Moon – Teil 2: Die Narbenmacherin (Rebel Moon – Part Two: The Scargiver)

Als Drehbuchautor
- 2006: 300
- 2011: Sucker Punch
- 2014: 300: Rise of an Empire
- 2021: Army of the Dead
- 2023: Rebel Moon – Teil 1: Kind des Feuers (Rebel Moon – Part One: A Child of Fire)
- 2024: Rebel Moon – Teil 2: Die Narbenmacherin (Rebel Moon – Part Two: The Scargiver)

Als Produzent 
- 2011: Sucker Punch
- 2014: 300: Rise of an Empire
- 2017: Wonder Woman
- 2020: Wonder Woman 1984
- 2021: Army of the Dead
- 2021: Army of Thieves
- 2023: Rebel Moon – Teil 1: Kind des Feuers (Rebel Moon – Part One: A Child of Fire)
- 2024: Rebel Moon – Teil 2: Die Narbenmacherin (Rebel Moon – Part Two: The Scargiver)